# 殺しのテクニック
『殺しのテクニック』（ころしのテクニック、原題 Technica Di Un Omicidio）は1966年制作のイタリア・フランス合作映画（カラー作品）。ニューヨークとパリを舞台に暗黒街を生きてきた殺し屋が壮絶に描かれるハードボイルドアクション。マカロニ・ノワールの代表作。
殺し屋がビルの屋上で手際よく銃を組み立て標的を狙撃する冒頭のシーンや、登場人物の設定（ベテランの殺し屋と若手のチャラい弟子の関係）などは様々なアクション映画に多くの影響を与えた。この作品の興行的成功によって、その後「殺しの…」という邦題名が続出するようになった。

## ストーリー
驚異的な狙撃の腕を買われ、組織の殺し屋として生きてきた寡黙な殺し屋クリントは引退を決意していた。犯罪組織のガステルから次の仕事（警察の証人になったセキの暗殺）を依頼されていたが、クリントはそれを断る。しかし最後の仕事を終えた直後に敵対する組織の急襲を受け兄を殺されたため、やむなく犯罪組織から次の仕事を請け負う。標的は秘密情報を漏らした組織の裏切者で、手下を使って兄を殺した人物と思われる男セキ。
さっそく助手のトニーを伴い、ニューヨークからパリへ。マリーという女から少し手掛りをつかみ、こいつこそはと思って殺した男もセキではなく、マリーも殺される。陰謀を切り抜けようやくセキの消息をたどり追い詰めるが、その正体は意外な人物だった。本物のセキは、クリントが手がかりを掴むために相談したことのある、セキを整形手術したという整形外科医だった（セキが整形外科医に扮していたもの）。
セキをおびき出したクリントはセキの用心棒に腹を撃たれながらも、彼らやセキを撃ち殺すことに成功した。しかし、その場にやってきたトニーに命を狙われる。トニーは、仕事が済んだらクリントを始末するようにガステルから命じられ、セキにも雇われていたのだった。クリントは「お前はこの仕事に向いていない」と生きのびるチャンスを与えるが、結局、トニーはクリントの連射に負けて死ぬ。

## キャスト
| 役名       | 俳優                         | 日本語吹替                           | 日本語吹替                          |
| 役名       | 俳優                         | フジテレビ版                         | TBS版                               |
| ---------- | ---------------------------- | ------------------------------------ | ----------------------------------- |
| クリント   | ロバート・ウェッバー         | 近藤洋介                             | 納谷悟朗                            |
| トニー     | フランコ・ネロ               | 伊武雅之                             | 安原義人                            |
| マリー     | ジャンヌ・ヴァレリー         | 平井道子                             | 有馬瑞子                            |
| セキ       | ホセ・ルイ・ド・ビラロンガ   | 和田文夫                             | 平林尚三                            |
| ガステル   | セク・リンダー               | 宮川洋一                             | 伊井篤史                            |
| バリー     | マイケル・バーディネット     | 池水通洋                             | 千田光男                            |
| アンドレア | ジョバンニ・ディ・ベネデット | 村越伊知郎                           |                                     |
|            |                              |                                      |                                     |
| 演出       | 演出                         | 鳥海俊材                             | 松川陸                              |
| 翻訳       | 翻訳                         | 山田実                               | 矢田尚                              |
| 効果       |                              |                                      |                                     |
| 調整       |                              |                                      |                                     |
| 制作       | 制作                         | 有村放送プロモーション               | 有村放送プロモーション              |
| 解説       |                              |                                      |                                     |
| 初回放送   | 初回放送                     | 1973年11月9日 『ゴールデン洋画劇場』 | 1979年11月17日 『土曜ロードショー』 |